# Ludvík Fisher
Ludvík Fisher (pokřtěn Ludvík František Karel Fischer, 24. března 1880 Starý Kolín – 19. února 1945 Praha) byl český pediatr a gynekolog, dlouhodobě působící v zahraničí, především pak v Chicagu ve Spojených státech amerických, později vojenský lékař a československý legionář, významný člen tzv. Prvního československého odboje v USA. Roku 1915 působil jako předseda Národního sdružení v Českém komitétu zahraničním a je podepsán pod tzv. Pittsburskou dohodou. Stal jedním z nejdůležitějších zdejších spolupracovníků skupiny okolo Tomáše Garrigue Masaryka ve Spojených státech, která usilovala o vznik samostatného Československa.

## Život

### Mládí
Narodil se ve Starém Kolíně nedaleko Kolína v Polabí. Po absolutoriu základní a střední školy vystudoval medicínu na Lékařské fakultě Karlo-Ferdinandovy univerzity v Praze . Následně odjel pracovat a studovat do Berlína, posléze do Londýna a Oxfordu ve Spojeném království. Roku 1908 se přestěhoval do Spojených států a otevřel si gynekologickou a pediatrickou praxi v Chicagu, městě s velkou krajanskou komunitou Čechů a Slováků. Zde začal používat poangličtělou variantu svého jména, Fisher.

### V USA

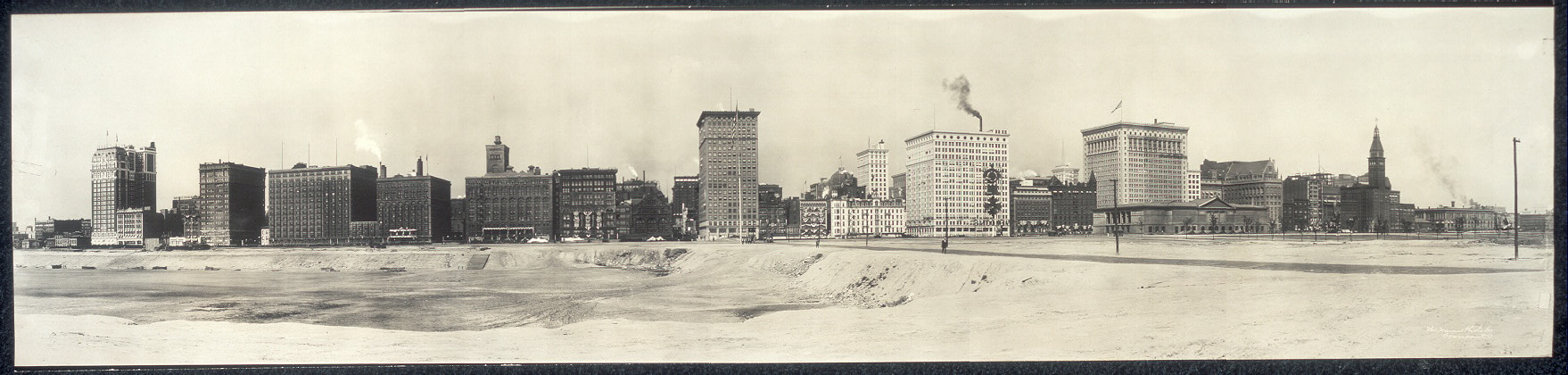
Chicago, Illinois v roce 1910

Fisher se jakožto český vlastenec rovněž zapojil do života a struktur české komunity v Chicagu. Po vypuknutí první světové války roku 1914 se začal angažovat při vzniku, a následně se stal předsedou, tzv. Národního sdružení, krajanské organizace snažící se dosáhnout podpory k uznání samostatného československého státu nezávislého na Rakousku-Uhersku.

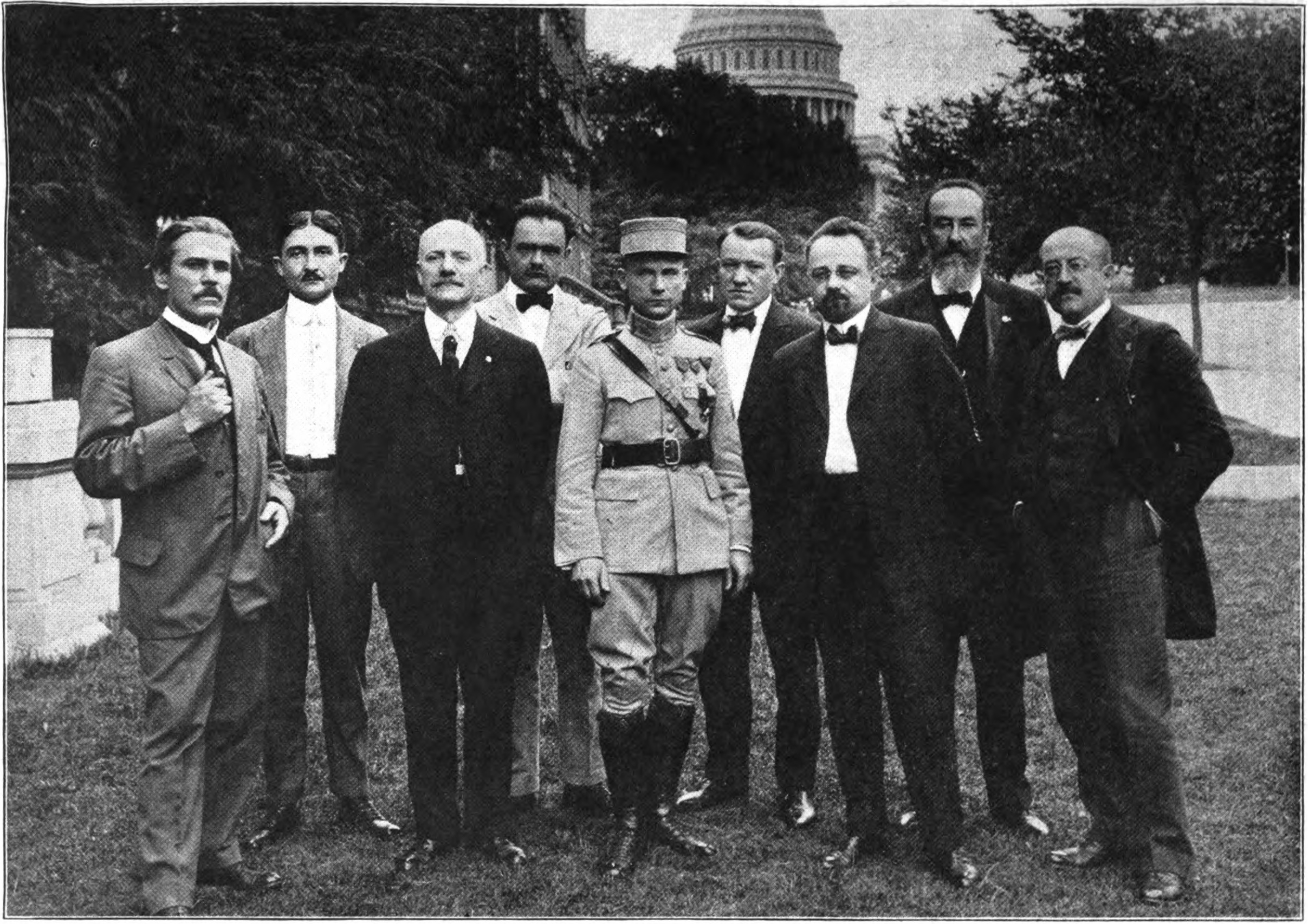
Setkání postav Prvního československého odboje ve Washingtonu D. C. (Fisher třetí zleva)

Od té doby stál v čele snah sjednotit české a slovenské krajany v USA v podpoře aktivit exilové skupiny Tomáše Garrigue Masaryka, Edvarda Beneše a Milana Rastislava Štefánika zasazujících se o vznik samostatného Československa.

### Český komitét zahraniční
Roku 1915 byl pak Masarykem, Benešem a Štefánikem pro koordinaci krajanských center ustanoven Český komitét zahraniční. Dne 14. listopadu 1915 pak komitét vydal veřejné prohlášení, v němž formuloval svou snahu o založení samostatného československého státu. Kromě poslanců Říšské rady Masaryka a Josefa Düricha, a předsedy Ludvíka Fishera, prohlášení dále podepsali další členové chicagského sdružení Karel Pergler a v New Yorku působící Emanuel Voska, předseda Svazu československých spolků na Rusi Bohumil Čermák, předseda Českého komité ve Spojeném království Jan Sýkora a jeho tajemník František Kopecký, předseda Slovenské ligy v Americe Albert Mamatey a její tajemník Ivan Daxner, novinář a redaktor časopisu Čechoslovák v Petrohradě Bohdan Pavlů, za spolek Rovnost v Paříži Antonín Veselý a za Výbor české kolonie a českých dobrovolníků v Paříži malíř Josef Kupka. Z Českého komitétu zahraničního se následně utvořila Československá národní rada, jejímž přičiněním pak došlo ke vzniku československých legií v Rusku, Francii a v Itálii.
5. května 1918 dorazil do Chicaga T. G. Masaryk. Byl ke svému překvapení přijat jásajícími davy u Michiganského jezera v Chicagu a bezmála dvousettisícovým průvodem na jeho počest, byl žádán o projevy a zasypáván květinami. Fisher pomáhal Masarykovi v Americe zorganizoval velkou přesvědčovací kampaň mezi místními Čechy a Slováky na podporu samostatného československého státu. K nim se připojili i představitelé Rusínů. Po sepsání Clevelandské dohody pak následně 31. května 1918 podepsali zástupci krajanů v Pittsburghu Pittsburskou dohodu (včetně Ludvíka Fishera osobně) o společném státu.

### V armádě
Fisher se v polovině roku 1918 dobrovolně přihlásil jako dobrovolník a vojenský lékař ke sboru československých legií ve Francii na Západní frontě, kam odcestoval. Svěřena zdravotnická správa československých legií ve Francii i v Itálii.

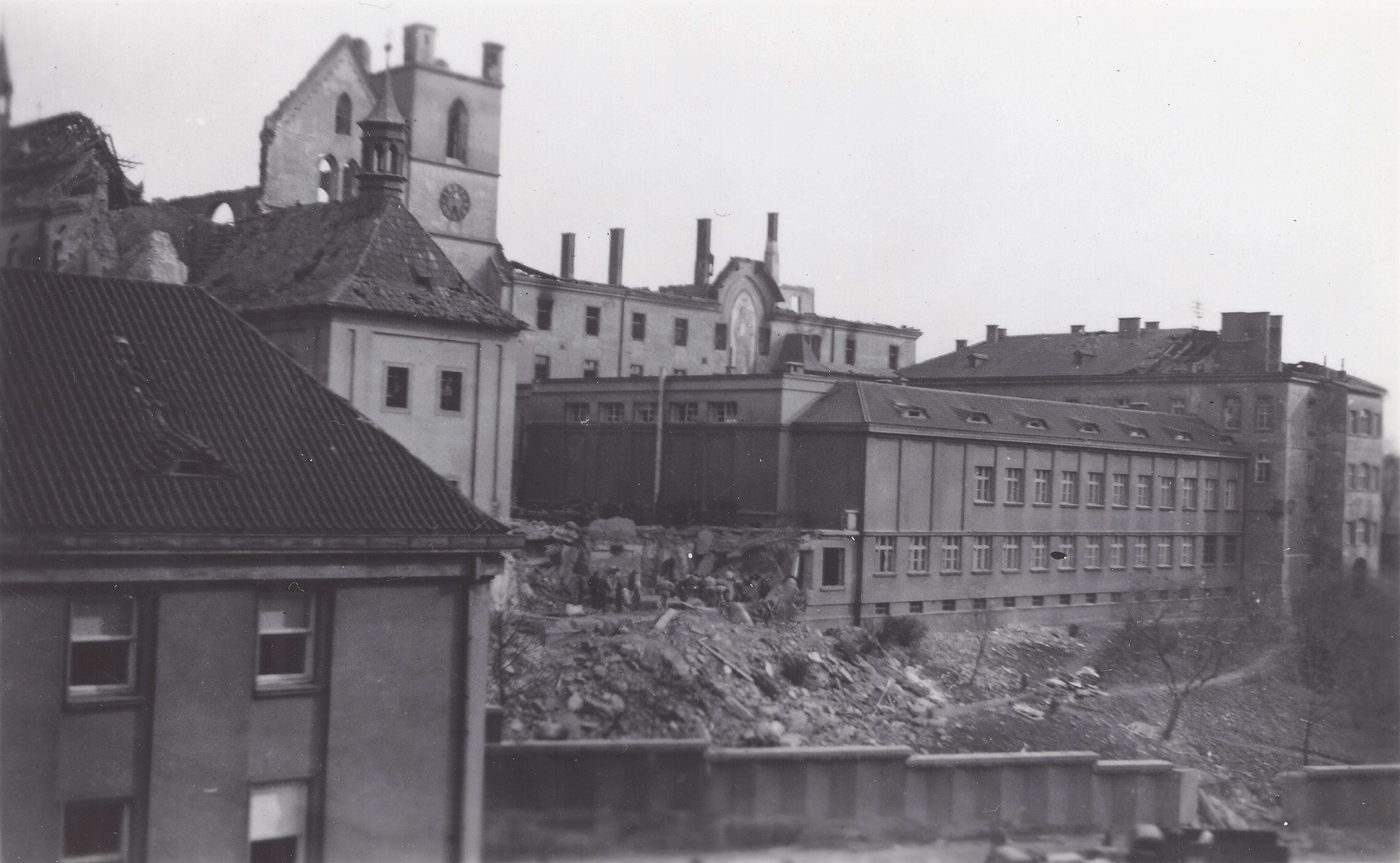
Klášter Emauzy zničený při bombardovacím náletu USAAF na Prahu 14. února 1945

Po skončení války se Fisher přesunul do Prahy, kde stál u přeměny vojenské nemocnice Červeného kříže v pražském Karlíně na legionářskou zotavovnu, kterou řídil. Na základě pověření začal působit jako šéf zdravotní služby Československé armády na Ministerstvu národní obrany. Za své zásluhy byl oceněn řadou vojenských vyznamenání. Vydával odborné statě a překlady z angličtiny. Ovládal několik světových jazyků. Roku 1921 si oficiálně změnil příjmení na Fisher.
Po obsazení tzv. Druhé republiky armádou nacistického Německa a vzniku Protektorátu Čechy a Morava byl Fisher z Ministerstva propuštěn a penzionován. Jakožto vlastenec a důstojník se zapojil do organizace Obrana národa sdružující primárně někdejší vojáky československé armády v odbojové činnosti proti německým okupantům.

### Úmrtí
Při americkém náletu na Prahu 14. února 1945 letouny 8. letecké armády USAAF byl Fisher těžce zraněn. Byl převezen do nemocnice, kde po pěti dnech zraněním podlehl. Zemřel v Praze 19. února 1945 ve věku 64 let.

## Vyznamenání
- Československý válečný kříž 1914–1918 1919
- Řád čestné legie 4. třída 1920
- Revoluční medaile 1921
- Medaile Vítězství 1922
- Croix de guerre 1922
- Pamětní medaile na válku 1914-1918 1924
- Řád svatého Sávy 2. třída 1926
- Řád za vojenské zásluhy 1. třída, červená 1927
- Řád znovuzrozeného Polska 3. třída 1928